# Gare d'Overpelt
La gare d'Overpelt (en néerlandais : station Overpelt) est une halte ferroviaire belge de la ligne 19, de Mol à Budel (Pays-Bas) située à proximité du centre-ville d'Overpelt, sur la commune de Pelt dans la province de Limbourg en Région flamande.
C'est un point d'arrêt non gardé (PANG) à accès libre de la Société nationale des chemins de fer belges (SNCB) desservi par des trains InterCity (IC) d'Heure de pointe (P) et Touristiques (T).

## Histoire
La très grande proximité avec la gare de Neerpelt explique que c'est arrêt n'est établi que très tardivement (en 1911, alors que la ligne date de 1878). Fermé une première fois entre 1922 et 1937, pour les mêmes raisons, il ferme une seconde fois en 1953, quatre ans avec la gare de Neerpelt. Tout comme Neerpelt, il rouvre au service des voyageurs en 1978, mais il s'agit d'une simple halte sans bâtiment. La caténaire est mise en fonctionnement en juin 2021.

### Overpelt-Werkplaatsen(nl)
Une autre gare, appelée Overpelt-Usines (en néerlandais : Overpelt-Werkplaatsen) est mise en service en 1900 à deux kilomètres et demie de la gare d'Overpelt. Contrairement à Overpelt, cet arrêt sera doté d'un bâtiment de gare (une halte de plan type 1893). Il ne ferma pas dans les années 1920 mais fut supprimé en 1953 et n'a pas rouvert en 1978.

## Service des voyageurs

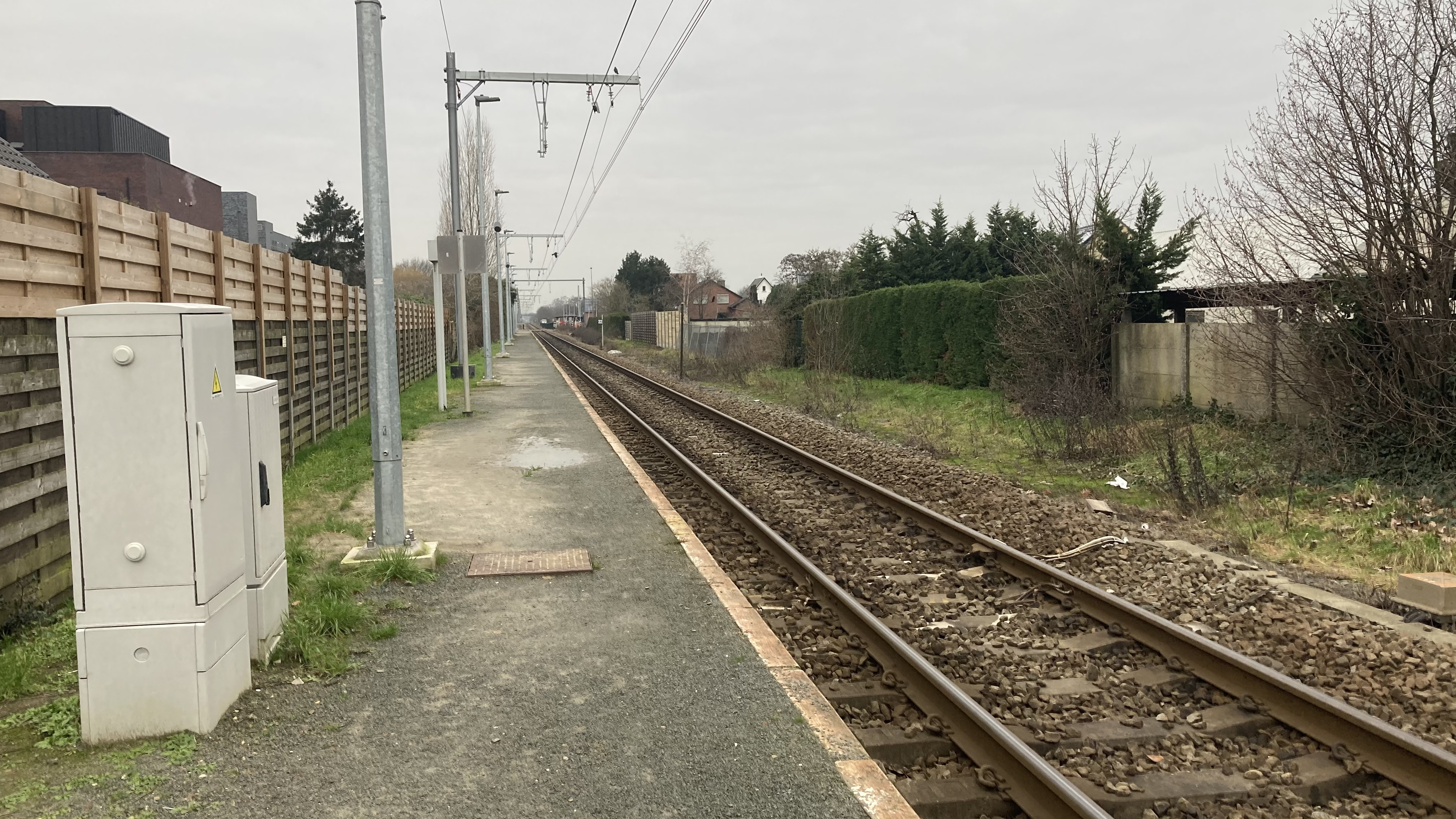
Quais après l'électrification (2021)

### Accueil
C'est un point d'arrêt non gardé (PANG) à accès libre. Il n'y a pas d'automate de vente et un unique quai accessible à ses deux extrémités.

### Desserte
Overpelt est desservie par des trains InterCity (IC) et Touristiques (T) de la SNCB circulant sur la ligne commerciale 15 : Anvers - Lierre - Mol - Hasselt (voir brochure SNCB de la ligne 15).
La desserte est constituée de trains IC-10 reliant Anvers-Central à Hamont via Mol, toutes les heures (en semaine comme le week-end).
Le dimanche, en période scolaire, il existe quatre trains supplémentaires l'après-midi : deux reliant Hamont à Heverlee (près de Louvain) et deux autres reliant Hamont à Mol.
Durant les vacances d'été, un train T relie sept jours sur sept Neerpelt à Blankenberge, le matin, et effectue le trajet inverse en fin d'après-midi. Il permet également d'atteindre Malines, Termonde, Gand et Bruges.

## Comptage voyageurs
Ce graphique et tableau montre le nombre de voyageurs embarquant en moyenne durant la semaine, le samedi et le dimanche.
| Nombre de passagers qui embarquent à la gare d'Overpelt | Nombre de passagers qui embarquent à la gare d'Overpelt | Nombre de passagers qui embarquent à la gare d'Overpelt | Nombre de passagers qui embarquent à la gare d'Overpelt |
|                                                         | Semaine                                                 | Samedi                                                  | Dimanche                                                |
| ------------------------------------------------------- | ------------------------------------------------------- | ------------------------------------------------------- | ------------------------------------------------------- |
| 1978                                                    | 54                                                      | 14                                                      | 36                                                      |
| 1979                                                    | 62                                                      | 35                                                      | 43                                                      |
| 1980                                                    | 93                                                      | 36                                                      | 53                                                      |
| 1981                                                    | 92                                                      | 37                                                      | 74                                                      |
| 1982                                                    | 104                                                     | 42                                                      | 94                                                      |
| 1983                                                    | 114                                                     | 15                                                      | 127                                                     |
| 1984                                                    | 95                                                      | 64                                                      | 69                                                      |
| 1985                                                    | 80                                                      | 32                                                      | 85                                                      |
| 1986                                                    | 97                                                      | 27                                                      | 60                                                      |
| 1987                                                    | 125                                                     | 31                                                      | 108                                                     |
| 1988                                                    | 109                                                     | 38                                                      | 100                                                     |
| 1989                                                    | 132                                                     | 32                                                      | 57                                                      |
| 1990                                                    | 133                                                     | 48                                                      | 137                                                     |
| 1991                                                    | 124                                                     | 51                                                      | 142                                                     |
| 1992                                                    | 110                                                     | 60                                                      | 122                                                     |
| 1993                                                    | 100                                                     | 29                                                      | 120                                                     |
| 1994                                                    | 145                                                     | 43                                                      | 121                                                     |
| 1995                                                    | 122                                                     | 51                                                      | 118                                                     |
| 1996                                                    | 131                                                     | 54                                                      | 120                                                     |
| 1997                                                    | 118                                                     | 43                                                      | 123                                                     |
| 1998                                                    | 123                                                     | 38                                                      | 127                                                     |
| 1999                                                    | 129                                                     | 47                                                      | 94                                                      |
| 2000                                                    | 123                                                     | 78                                                      | 111                                                     |
| 2001                                                    | 100                                                     | 57                                                      | 90                                                      |
| 2002                                                    | 114                                                     | 68                                                      | 116                                                     |
| 2003                                                    | 157                                                     | 59                                                      | 102                                                     |
| 2004                                                    | 178                                                     | 70                                                      | 114                                                     |
| 2005                                                    | 188                                                     | 63                                                      | 165                                                     |
| 2006                                                    | 165                                                     | 88                                                      | 118                                                     |
| 2007                                                    | 241                                                     | 78                                                      | 80                                                      |
| 2008                                                    | -                                                       | -                                                       | -                                                       |
| 2009                                                    | 208                                                     | 85                                                      | 97                                                      |
| 2010                                                    | -                                                       | -                                                       | -                                                       |
| 2011                                                    | -                                                       | -                                                       | -                                                       |
| 2012                                                    | 261                                                     | 79                                                      | 150                                                     |
| 2013                                                    | 240                                                     | 53                                                      | 91                                                      |
| 2014                                                    | 268                                                     | 134                                                     | 218                                                     |
| 2015                                                    | 237                                                     | 120                                                     | 227                                                     |
| 2016                                                    | 263                                                     | 86                                                      | 165                                                     |
| 2017                                                    | 261                                                     | 116                                                     | 165                                                     |
| 2018                                                    | 275                                                     | 116                                                     | 174                                                     |
| 2019                                                    | 248                                                     | 71                                                      | 146                                                     |
| 2020                                                    | 174                                                     | 44                                                      | 69                                                      |
| 2021                                                    | -                                                       | -                                                       | -                                                       |
| 2022                                                    | 199                                                     | 136                                                     | 226                                                     |
| 2023                                                    | 256                                                     | 130                                                     | 174                                                     |
| 2024                                                    | 219                                                     | 213                                                     | 193                                                     |